# Клинохвостый сорокопут
Клинохвостый сорокопут (лат. Lanius sphenocercus) — вид птиц из семейства сорокопутовых (Laniidae). Подвидов не выделяют. Вместе с близкородственным, несколько более крупным L. giganteus, который был отделен от L. sphenocercus в ранге вида только в 2010 году, являются самыми крупными видами этого рода. Самцы и самки этой мощной, с резко контрастным чёрно-бело-серым оперением, воробьиной птицы внешне идентичны, и полевых условиях их нельзя отличить по внешнему виду друг от друга. В русском видовом названии отражена особенность строения — длинный ступенчатый хвост.
Клинохвостый сорокопут гнездится на Корейском полуострове и населяет обширные территории в северном и восточном Китае, причём некоторые части гнездового ареала на Корейском полустрове, по-видимому, не были заселены до второй половины ХХ-го века:308. За исключением нескольких оседлых популяций, большая часть клинохвостых сорокопутов — это ближние и средние мигранты с районами зимовки к югу от ареала размножения на юго-востоке и юге Китая, а также в Корее.
Клинохвостый сорокопут питается крупными насекомыми, а также различными позвоночными животными, такими как мелкие грызуны и воробьиные птицы, земноводные и рептилии.
Биология этого вида был детально изучена российскими орнитологами, но все исследования касаются только дальневосточных популяций на территории России. На своём обширном ареале, охватывающим центральный и южный Китай, клинохвостый сорокопут практически не изучен. Межрегиональные исследования динамики численности до сих пор проведены не были. Тем не менее МСОП на конец 2018 г. оценивает популяцию этого вида как LC (= «Вызывающие наименьшие опасения»).

## Внешний облик

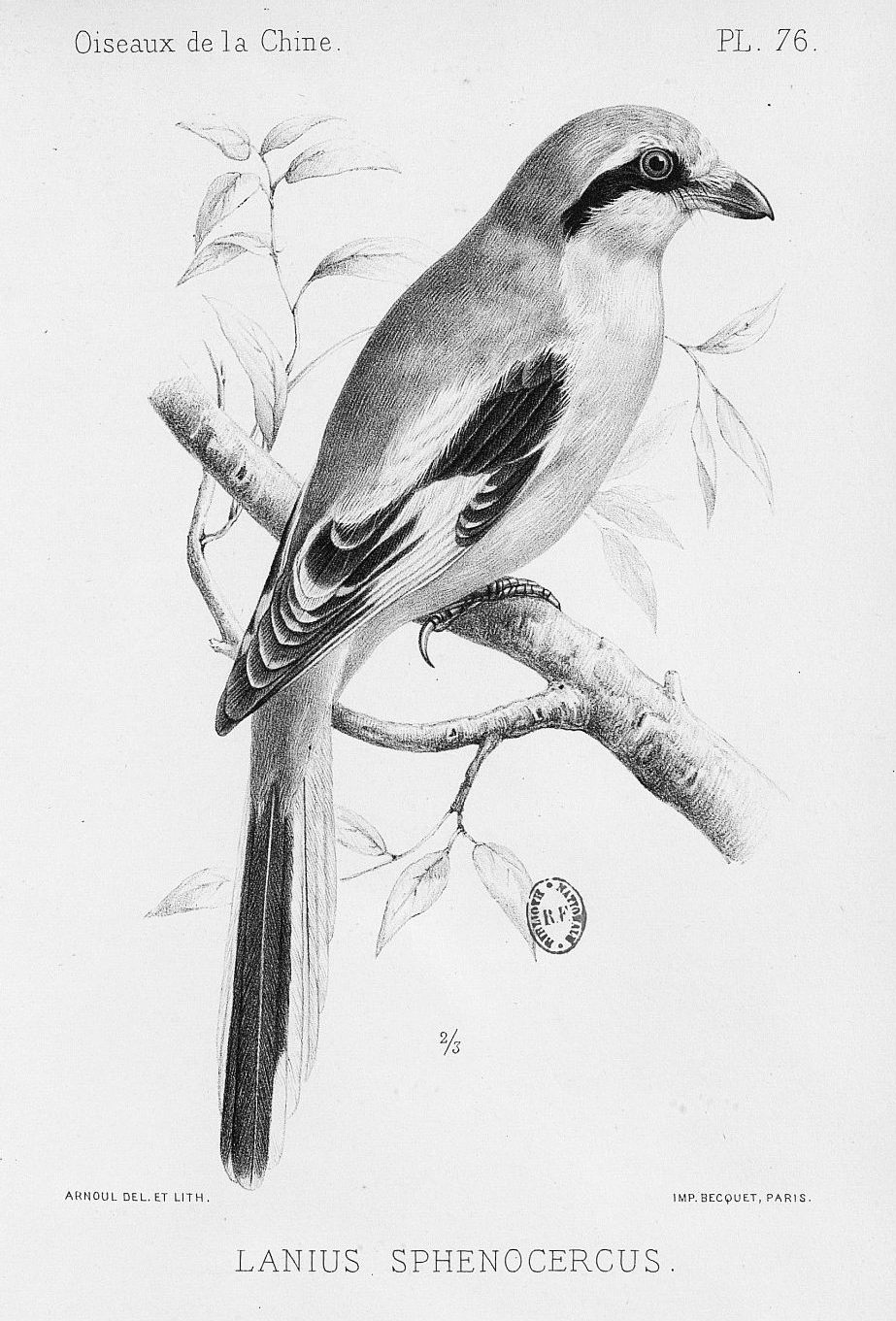
Из "Атласа Птицы Китая" аббата Армана Давида и Эмиля Устале, 1877

Размеры клинохвостого сорокопута от 29 до 31 сантиметра; его масса тела колеблется от 87,2 до 100 граммов в зависимости от упитанности и времени года. Половой диморфизм в окраске отсутствует. Однако неоднократно отмечалось, что  самки в среднем немного крупнее и тяжелее самцов. (Е. Н. Панов ставит это утверждение под сомнение:317). Для этого вида характерен длинный ступенчатый хвост и контрастное чёрно-бело-серое оперение. Особенно хорошо заметны у него  в полёте белые отметины на крыльях, которые простираются от  кисти крыла  вдоль всего предплечья, а также белые крайние рулевые. По сравнению с другими представителями группы серых сорокопутов, этот вид демонстрирует большие белые отметины на чёрном крыле, даже когда он сидит и крыло сложено.
Лоб, затылок, спина, верхние кроющие хвоста и надхвостье светло-серого цвета; плечевое оперение чисто белое. Чёрная лицевая маска начинается у основания клюва с узкой "уздечки", проходит, немного расширяясь, к кроющим ушей. По верхней стороне её окаймляет относительно широкая белая кайма; эта же белая полоса также проходит через лоб над основанием надклювья. Маховые перья чёрные с белыми основаниями. У сидящей птицы это создаёт широкие белые зеркальца на крыльях, а когда птица летит, белая полоса разной ширины проходит через всё крыло. Два центральных рулевых сильно ступенчатого хвоста тёмные, остальные белые. Нижняя сторона бледно-палевая, часто имеет немного бежевый или светло-розовый оттенок в области груди сбоку. Могучий крючковатый клюв чёрный, за исключением светлого основания подклювья, цвет лап и радужины варьирует от тёмно-коричневого до чёрного.
Молодые птицы  очень сходны по распределению окраски со взрослыми. Для них характерны лёгкая волнистость оперения головы, а также коричневатый оттенок больших кроющих крыла. Белое плечевое оперение взрослых особей у молодых имеет сероватый оттенок, маска начинается только за глазами. В целом, в юношеском оперении отсутствуют резкие контрасты оперения взрослых особей.
Очень похожий  на клинохвостого сычуаньский сорокопут, возможно, симпатричен с ним на юго-западе ареала, немного крупнее и явно темнее; в целом, у него гораздо меньше белого в окраске. Белые пятна на крыле летящей птицы, в основном, сосредоточены на первостепенных маховых, на второстепенных маховых видны только несколько белых пятен, но нет сплошной белой полосы:304–306.

## Линька
После вылета молодые птицы в возрасте около 50 дней начинают линять в свой первый постнаатльный наряд. При этом у них сменяются все перья контурные перья, большая часть рулевых, а иногда и некоторые маховые. Затем в июне следующего года годовалые птицы  линяют в свой первый взрослый наряд. Эта линька примерно соответствует полной линьке, которую взрослые особи начинают каждый год в это время и завершают к середине октября. У свеже-перелинявшего клинохвостого сорокопута на груди заметен слегка розоватый оттенок:333–336.

## Вокализация
Клинохвостый сорокопут — довольно тихая птица:342. Акустически они становятся заметны вскоре после появления в районах размножения и во время раннего периода образования пар. Чаще всего слышны ряды двойных криков с ударением на втором слоге, которые часто заканчиваются сойкой при взрыве. Кроме того, вокальный репертуар содержит разного рода свисты, щелчки, невокальные звуки, хриплое кваканье и инструментальные шумы и особенно щелчки клювом. Пение, которое слышно редко, представляет собой довольно мягкие трели и щебетание, с по-разному встроенными свистами и короткими фразами. Ничего не известно о наличии у этого вида песенных имитаций, хотя они очень характерны для близкородственного серого сорокопута.

## Распространение
Ареал клинохвостого сорокопута простирается в юго-западном направлении от Амуро-Уссурийского региона на крайнем юго-востоке России через Корейский полуостров, Внутреннюю Монголию, северо-восток Ляонина, части Хэйлунцзяна и Цзилиня до Ганьсу, Шэньси и Шаньси. Гнездовой ареал сычуаньского сорокопута находится сильно юго-западней. Степень, с которой он перекрывается с ареалом клинохвостого сорокопута, или географически разобщён с ним, ещё четко не выяснена:308–310. Районы зимовок обоих видов перекрываются на юго-востоке и юге. Они достигают Восточно-Китайского моря на юго-востоке и простираются примерно до Гонконга на юге.

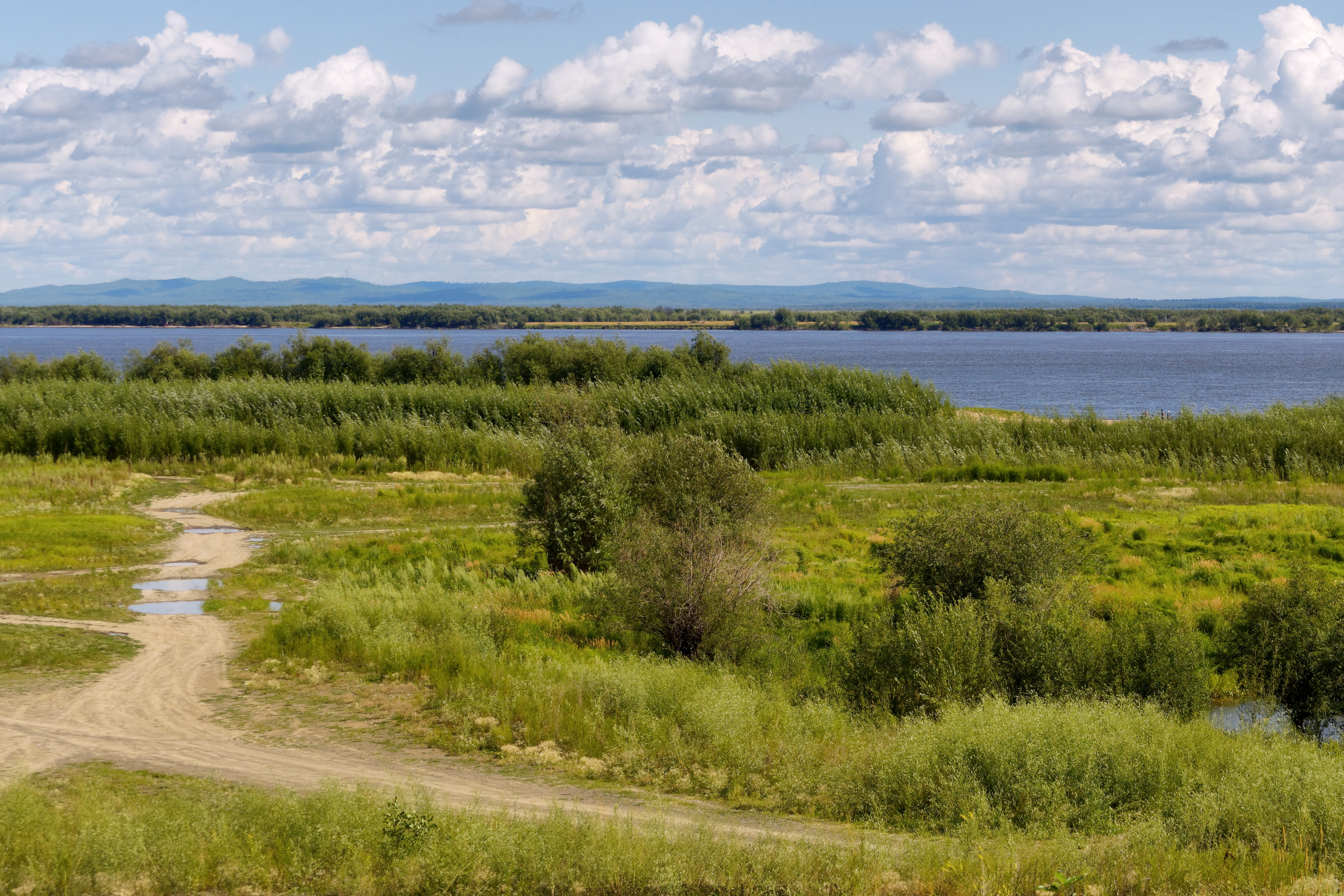
В Приамурье клинохвостый сорокопут селится в открытой местности, заросшей кустарниками и деревьями

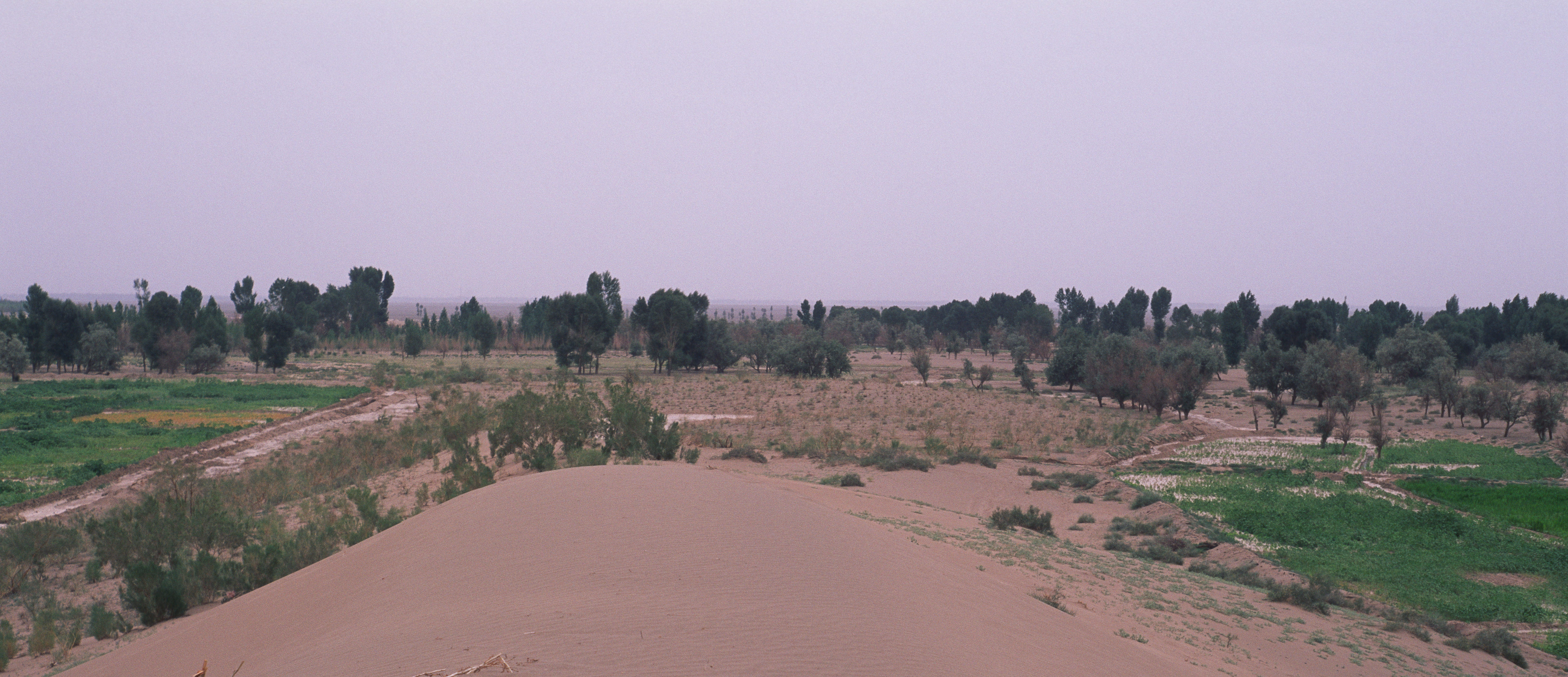
В Ганьсу вид встречается в засушливых ландшафтах с деревьями и кустарниками

Подробная информация о предпочитаемых местах обитания этого вида доступна только из самых северо-восточных районов российских гнездовий на равнинах Амуро-Зейско-Буреинского междуречья и районов, граничащих с юго-запада с Внутренней Монголией. В настоящее время в этом регионе по сравнению с другими районами Восточной Сибири развито сельское хозяйство, и он относительно густонаселен. Это достаточно влажный регион, с годовым количеством осадков до 700 мм, в отличие от преимущественно засушливых районов юго-запада ареала вида. Здесь клинохвостый сорокопут  гнездится в основном в равнинных речных долинах, перемежаемых лугами, на окраинах сельскохозяйственных угодий, по небольшим   березовым колкам ("рёлкам" —  на местном наречьи), на пастбищах с кустарниками и деревьями, в тростниковых зарослях с отдельными ивами и по обочинам дорог с лесополосами, на участках с низкой травой или низкой растительностью. Клинохвостый сорокопут часто появляется на обширных вырубках или среди на начинающих зарастать лесных гарях. Он избегает прилегающие леса и густые кустарниковые заросли; даже участки с высокой травой, которые не перемежаются участками с небольшой растительностью, непривлекательны для вида:318–320. Насколько известно, L. sphenocercus дальше к юго-запад селится в кустах Caragana sp. и других ксерофитов, характерных для полузасушливых и засушливых ландшафтов. По высотным предпочтениям  клинохвостый сорокопут  — равнинная птица  или обитатель невысоких горных хребтов. Наибольшая высота на уровне моря известных мест гнездования в Китае — 1800 метров.
Гнездовые участки очень велики. Наибольшая плотность заселения — одна гнездовая пара на 3 км² — отмечена в районах с традиционным сельским хозяйством близ Амура; в основном, однако, характерна более низкая плотность — одна пара на 10 км²:320. Гнездовые территории также очень обширны — не менее 1 км², хотя фактически, активно используемая территория во время гнездования, на которой, помимо гнездовых деревьев, есть места для отдыха, укрытия и по крайней мере одна ловчая присада, удивительно мала — около 4 га:326. Наименьшее расстояние между двумя заселёнными[уточнить] гнездами составляло всего 25 метров:327.

## Сезонные миграции
Миграционное поведение вида непостоянно. Значительная часть птиц из популяции Амуро-Уссурийского региона уже в середине июля покидает свои гнездовые местообитания и перемещается на юг, юго-запад и юго-восток. Некоторые из их мест зимовки находятся в Корее, но в основном в провинциях Юго-Восточного Китая: Хубэй, Аньхой, Хунань, Цзянси, Чжэцзян, Фуцзянь и восточный Гуандун. Некоторые птицы сибирских популяций остаются в районе гнездования на зиму и мигрируют только при крайне неблагоприятных погодных условия. Насколько известно, клинохвостые сорокопуты из гнездовых популяций в Китае — это средние или ближние мигранты, зимовки которых находятся в западной части вышеупомянутых провинций. Размножение начинается в начале марта. Самые северные гнездовые территории заняты с середины марта, но большинство из них — только в течение апреля. Вне сезона размножения клинохвостого сорокопута наблюдали в Японии и в Прибайкалье:337.

## Добыча и питание
Как и большинство видов этого рода птиц, клинохвостый сорокопут - является оппортунистическим хищником, который пытается поймать животных с наиболее благоприятным соотношением поступающей энергии и затраченных усилий. Его пищевой спектр, соответственно, разнообразен по своему видовому составу, но он всегда включает беспозвоночных, в основном крупных насекомых и позвоночных, особенно птиц и грызунов, в разных пропорциях в зависимости от сезона.

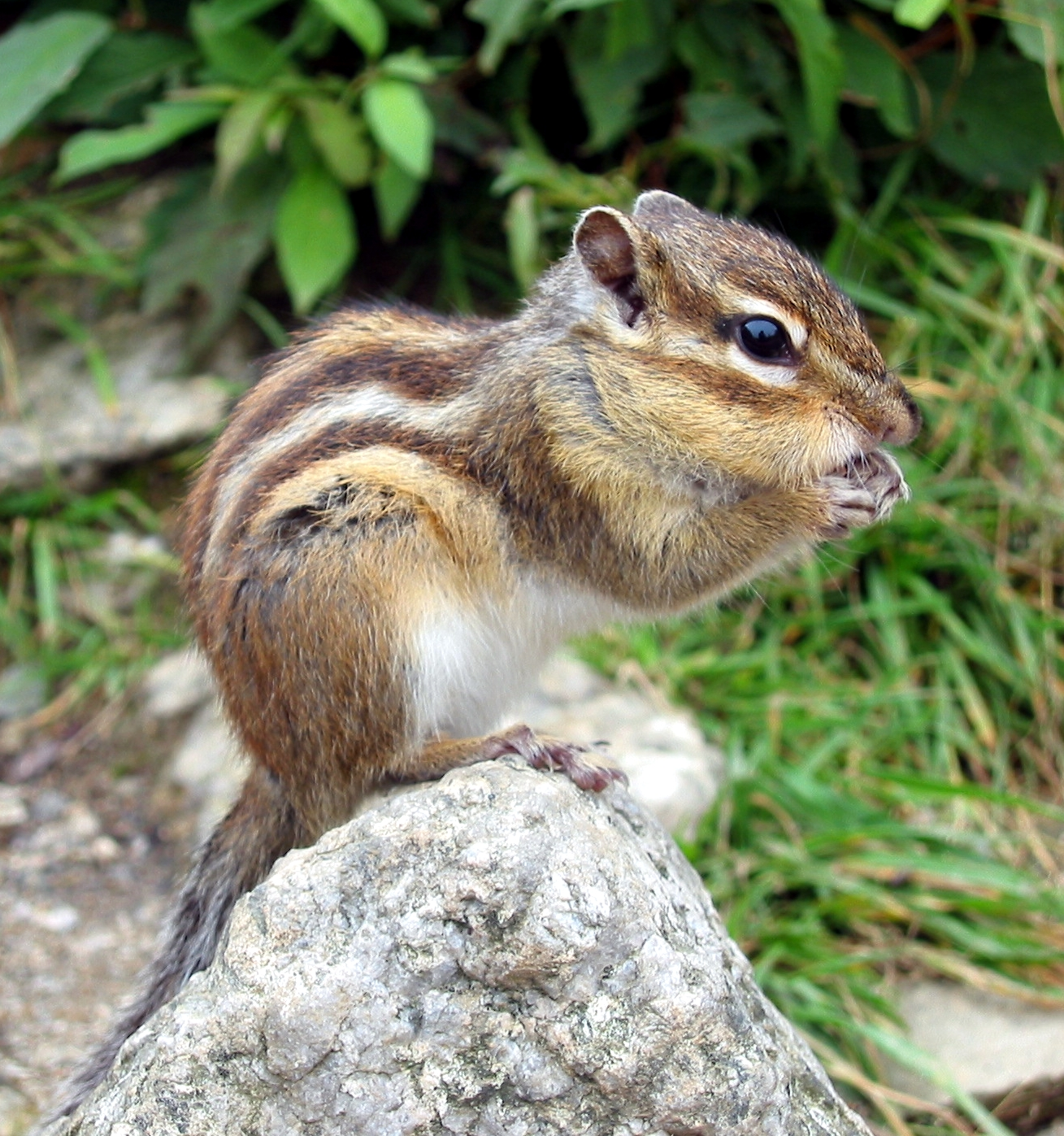
Бурундук — одна из самых крупных жертв клинохвостого сорокопута

В результате обширного анализа было идентифицировано 129 различных видов беспозвоночных, включая, в частности, медведок, кузнечиков (длинноусых прямокрылых), саранчу, жужелиц, могильщиков и шмелей. Очевидно, клинохвостый сорокопут предпочитает крупные виды. В летние месяцы насекомые кажутся основной пищей, а также важной частью пищи для птенцов. Это же расследование обнаружило в хребтах душителя останки 45 позвоночных. Помимо птиц основную часть биомассы составляют землеройки, мыши и полевки, из которых в останках добычи обнаружено 20 различных видов. Клинохвостый сорокопут может охотиться на птиц размером с обратную шею, птенцов фазана и млекопитающих размером до бурундука, а также может уносить животных с массой тела до своего собственного веса:328. Ведь лягушки и жабы тоже ловятся регулярно. Что касается потребляемой биомассы, позвоночные животные играют особую роль, особенно в зимние месяцы:337-339.
Охотничьи стратегии клинохвостого сорокопута более разнообразны, чем у большинства других представителей рода. Он в первую очередь охотник за шкурами, который наблюдает за окрестностями с возвышенности в относительно узком радиусе и побеждает подходящую добычу на земле. Он убивает позвоночных, кусая за шею. Он съедает меньшую добычу на месте, более крупную добычу в когтях переносит к одному из своих мест кормления, где разделяет их, закрепляя на поверхности с помощью улова. Если еды будет избыток, он поместит их в один из своих шампур. Настоящая воздушная охота в виде небольшого ястреба наблюдается относительно часто, преследуя мелких птиц на расстоянии 50–100 метров и пытаясь поразить их в воздухе. Кроме того, он трясется гораздо чаще других душителей в поисках подходящей добычи на высоте около 10–20 метров. Он в основном использует этот энергоемкий метод охоты, когда слишком густая наземная растительность не позволяет проводить охоту с высоких сидений:329.